# 드래곤 매니아 레전드
《드래곤 매니아 레전드》(영어:Dragon Mania Legend)는 프랑스의 게임 제작사 게임로프트(영어:Gameloft)가 개발하고 배급한 육성 시뮬레이션 게임이다.

## 개요
바이킹의 침략으로 인해 파괴된 드래고란디아를 다시 복구하고 발전시키며 얻은 드래곤들을 교배해 더 강한 드래곤을 만드는 게임이다.

## 개발
드래곤 베일의 아류작이다. 이 게임을 개발하기 전 "드래곤 매니아" 라는 게임을 같은 회사에서 개발하였었다.

## 스토리
"하인리히" 라는 남자가 바이킹과 함께 수백 년 전에 드래고란디아를 침략하였고, 호그윈 박사의 조상님이 드래곤들을 훈련시키고 바이킹들을 몰아내는데 성공하였다. 하지만 그 후 드래고란디아의 주민들은 드래곤 교육을 소홀히 하였으며 드래고란디아의 수상마저 드래곤에 관심을 가지지 않게 되었다. 그리고 현재는 "호그윈 호그위드 박사" 만이 드래곤 교육의 최고 권위자가 되었다.

## 게임 플레이
드래곤 매니아 레전드는 드래곤을 키우고 육성하는 육성 시뮬레이션 게임이다. 시작하게 되면 튜토리얼 진행과 함께 파이어 드래곤, 윈드 드래곤, 스모크 드래곤을 공짜로 주며, 이후 교배를 통해 하니비를 쉽게 얻을 수 있고 어스도 저렴한 가격에 판매하므로, 시작하자마자 5마리 드래곤을 공짜로 얻게 된다. 하루 뒤면 살라만더까지 주기 때문에 시작부터 6마리의 드래곤을 챙겨서 진행할 수 있다.

### 조작법
조작할 수 있는 방향키가 따로 없다. 마우스 휠을 위아래로 당겨 화면을 확대/축소 할 수 있고, 마우스 버튼을 누른채 화면을 움직이며 이동한다. 드래곤의 속성 아이콘을 상대방에게 끌어놓으면 상대방을 공격 할 수 있고, 아군에게 끌어놓으면 우리 팀이 강화 효과를 부여받는다.

### 새로운 드래곤 얻는 방법
부화 동굴에 서로 다른 드래곤 2마리를 놓은 후 "교배" 버튼을 누르면 교배하기까지 걸리는 시간이 나오며 교배가 시작된다. 교배가 끝나면 알을 아기방으로 대려간다. 아기방으로 대려가면 부화하기까지 걸리는 시간이 나오며 부화가 시작된다. 부화를 완료하면 알을 밀거나 때려서 알을 깨뜨린다. 알을 깨뜨리면 아기 드래곤이 나오게 된다.

### 새로운 드래곤 키우는 방법
아기방에서 부화한 아기 드래곤을 서식지로 대려간다. 드래곤은 속성에 맞는 서식지에만 놓을 수 있으므로 서식지를 구입할 때 주의하여야 한다. 이후 농장에서 재배한 식량이나 전투로 얻은 식량을 아기 드래곤에게 어느 정도 먹이면 아기 드래곤이 어른 드래곤으로 진화한다.

### 소통
다른 플레이어의 섬에 방문해서 시간 단축에 도움을 줄 수 있고 선물을 교환할 수 있다. 선물에는 골드, 식량, 포탈 보석이 대부분이며 드래곤을 선물로 받을 수도 있다. 드래곤은 조각 형태로 받으므로 여러번 선물을 받아야 한다. 클랜에 가입하여 마법 재료와 마법 장신구를 선물로 받고 채팅도 가능하다. 클랜 이벤트와 클랜 혜택까지 존재한다.

## 드래곤 육성
식량으로 레벨을 올리는 것 말고도 드래곤을 강하게 만들 몇가지 방법이 더 있다.

### 인장
인장은 C, U, R, E, L 등급이 있다. 드래곤에게 체력과 공격력을 추가로 부여하며, 등급이 높을수록 체력과 공격력을 더 많이 부여받는다. L등급 인장은 경우에 따라 450%의 공격력과 850%의 체력을 더 부여한다. 일정 레벨 이상이 되면 인장을 사용할 수 있으며 인장 타워에서 매일 인장 열쇠를 1개씩 선물로 받게 된다. 인장 열쇠 3개가 모이게 되면 "기본 인장 상자"를 열 수 있게 된다. 기본 인장 상자에서 인장이 나오며 인장을 드래곤에게 장착시킬 수 있다. 인장을 장착시킨 드래곤은 체력과 공격력이 더 강해지며 인장의 종류에 따라 특별한 효과를 부여받는다.

#### 성장 그룹
"기적, 거울, 거북, 광전사, 기" 인장이 해당된다. 이 종류의 인장을 아군에게 4개 이상 장착시키면 장착된 인장의 효과가 더 강력해진다.

#### 보호소 그룹
"진압, 반항, 대혼란, 순수, 부활" 인장이 해당된다. 이 종류의 인장을 아군에게 4개 이상 장착시키면 우리 팀 드래곤이 받는 모든 피해가 줄어든다.

#### 파워 그룹
"수락, 마법, 데어데블, 학대, 회피" 인장이 해당된다. 이 종류의 인장을 아군에게 4개 이상 장착시키면 상대 팀 드래곤 중 한마리가 일정 시간마다 체력 일부가 사라진다.

### 마법
마법은 불, 바람, 대지, 물, 식물, 금속, 에너지, 공허, 빛, 어둠, 전설, 신성, 고대 속성으로 나뉘고 등급은 일반, 보통, 중급, 고급, 최고급으로 나뉜다. 마법 레벨은 12레벨까지 있으며 4레벨부터는 색이 추가로 달려 마법 레벨을 알 수 있다. 마법 레벨이 1레벨 이상이면서 마법 레벨이 같은 드래곤들끼리는 마법 교배를 할 수 있다. 파이어와 윈드를 일반 교배하면 스모크, 하니비가 나오지만 마법 교배할 경우 레오파드가 나온다. 마법 레벨 1은 드래곤 레벨 2와 같은 효과가 있으며 마법 레벨이 12일 경우 드래곤의 레벨 24와 같은 효과를 낸다.

### 스킬
스킬은 불, 바람, 대지, 물, 식물, 금속, 에너지, 공허, 빛, 어둠, 전설, 신성, 고대 속성으로 나뉘고 단계는 1단계부터 6단계까지 있다. 단계가 높아질수록 스킬이 강력해진다.

#### 불
화염 작렬, 불타는 석탄, 타오르는 분노

#### 바람
암흑운, 회오리 폭풍, 최후의 숨결

#### 대지
바위 방패, 버티기, 바위의 벽

#### 물
활력, 원기 회복, 상태 회복

#### 식물
맹독, 감염, 전염병

#### 금속
복수의 칼날, 흡수 반격, 최후의 복수

#### 에너지
전기 충격, 피로 유발, 천둥의 힘

#### 공허
생명 흡수, 정령의 가호, 어둠의 의식

#### 빛
태양 폭발, 치유의 빛, 눈부신 오라

#### 어둠
다가오는 어둠, 자신의 그림자, 두려운 침묵

#### 전설적인 공격
죽음의 징표, 영웅적 치유, 영웅적 결투

#### 신성
신성 지혜, 위대한 축복, 엄청난 축복

#### 고대
거머리 공격, 대규모 흡혈, 마법 거울

### 훈련
일정 비용을 지불하고 드래곤을 훈련 시킬 수 있다. 드래곤의 레벨이 높을수록 훈련 비용이 비싸지며 훈련 효과가 커진다. 마우스를 오른쪽으로 끌어당겨 바이킹 인형을 맞추면 점수를 얻는다. 소녀 인형을 맞추면 훈련이 별 성과 없이 끝나고, 바이킹 인형을 빠짐없이 맞추면 전투력이 크게 향상된다. 파이어 형태의 드래곤 종이 드래곤이 훈련 난이도가 가장 쉽다. 훈련을 해도 훈련 효과는 오래 지속되지 않는다.

## 이벤트
드래곤 매니아 레전드의 이벤트는 1주일에 한번씩 개최된다. 한번에 여러개의 이벤트가 개최되며 최근에는 이벤트가 개최되지 않은적은 없었다. 이벤트를 하기 위해서는 이벤트에 사용되는 전용 재화가 필요하며, 재화를 이벤트 기간 내에 모두 사용하지 못했을 경우 모두 사라진다. 이벤트 기간 동안에는 재화를 생산하는 구조물이 판매된다.

### 신성 이벤트
디바인 파티는 재화를 사용해 길을 전진하는 방식으로 많이 개최된다. 열쇠를 찾아서 다음 단계로 넘어가는 방식이다. 실력보다는 운을 필요로 하며, 단계가 높아질수록 드래곤 레벨의 중요성이 커진다. 마지막 단계에서는 사용 가능한 드래곤이 많이 부족해진다.

### 고대 이벤트
고대 이벤트는 보드게임으로 많이 개최된다. 주사위를 던져서 나온 곳으로 이동해야 하며, 이동한 곳에는 색깔이 있는데 색깔에 따라 지급되는 열쇠의 색깔이 달라진다. 끝까지 도착하면 모든 희귀도의 상자가 지급된다. 상자에서는 드래곤 조각이 나온다.

### 골드/보석/식량 수집 및 사용 이벤트
골드/보석/식량을 가능한 한 많이 모으거나 많이 써서 점수를 내는 방식의 이벤트이다. 엄청난 양의 재화를 모으거나 써야 상위권을 차지할 수 있다.

### 기간 한정 오토의 뽑기
오토의 뽑기는 윈도우 하루 3번, 안드로이드 하루 5번 할 수 있지만 가끔씩 기간 한정 드래곤을 오토의 뽑기에서만 나오도록 하는 이벤트가 개최된다.

### 도브
드래곤이 원하는 금품, 귀중품, 책, 축제 용품 등을 드래곤에게 주면서 점수를 획득하는 이벤트이다. 드래곤이 원하는 물건을 꽤 많이 주면 축제가 시작된다. 축제가 시작되면 일정 시간동안 점수를 몇배 더 많이 획득하게 된다.

### 컬렉션
컬렉션은 신성, 고대 이벤트와 함께 개최되는 경우가 많지만 새로운 드래곤이 여럿 출시됐을 때에도 진행된다. 드래곤 여러 마리를 기간 내에 부화시키면 드래곤을 주는 방식이랑, 특별한 교배법을 통해 주는 방식 2가지가 있다.
이 외에도 다른 여럿 이벤트가 존재한다.